# Cal Castellana Pobre (Tàrrega)
Cal Castellana Pobre és una casa de Tàrrega (Urgell) protegida com a bé cultural d'interès local. En aquest mateix carrer es troben altres grans cases pairals que acaben de donar un aire molt distingit a tot el carrer Agoders.

## Descripció
És una casa situada al final del carrer Agoders molt a prop de la Plaça del Carme, o popularment coneguda amb el nom de la Plaça del Pati, i donant a la part del darrere amb la Plaça de les Nacions. Aquesta casa en la planta baixa té inserit un dels arcs de pas cap a un carreró que porta cap al darrere de la Plaça Nacions. Aquestes fusió entre els elements urbanístics i l'arquitectura és pròpia de l'aprofitament dels espais urbans. Aquesta casa consta d'una façana de quatre pisos d'alçada, on a la planta baixa s'observa l'arc tallat de volta de mig punt dovellada amb una porta d'accés a la casa reformada recentment. En la primera planta hi ha tres balconades que paral·lelament tenen la seva prolongació en el pis superior on també hi ha tres balcons oberts a la façana. Finalment el pis superior té com a úniques obertures externes unes senzilles finestretes lleugerament rectangulars que són les pertanyents a les golfes d'estatura sensiblement més baixa que la resta de plantes i que aprofita interiorment l'espai de la teulada.